# 1. Fußball-Club Magdeburg 2012-2013
Questa voce raccoglie le informazioni riguardanti il 1. Fußball-Club Magdeburg nelle competizioni ufficiali della stagione 2012-2013.

## Stagione
Nella stagione 2012-2013 il Magdeburgo, allenato da Andreas Petersen, concluse il campionato di Regionalliga nordest al 6º posto.

## Rosa
| N. |                       | Ruolo | Calciatore            |
| -- | --------------------- | ----- | --------------------- |
| 1  | Germania (bandiera)   | P     | Matthias Tischer      |
| 2  | Germania (bandiera)   | D     | Fernando Lenk         |
| 3  | Germania (bandiera)   | D     | Peter Hackenberg      |
| 4  | Germania (bandiera)   | D     | Kevin Nennhuber       |
| 5  | Germania (bandiera)   | D     | Felix Schiller        |
| 6  | Germania (bandiera)   | D     | Christopher Reinhard  |
| 7  | Germania (bandiera)   | C     | Benjamin Boltze       |
| 8  | Portogallo (bandiera) | C     | Telmo Teixeira-Rebelo |
| 9  | Germania (bandiera)   | C     | Michél Harrer         |
| 10 | Polonia (bandiera)    | A     | Dawid Krieger         |
| 11 | Germania (bandiera)   | C     | Maik Koschwitz        |
| 13 | Libano (bandiera)     | C     | Ali Moslehe           |
| 14 | Germania (bandiera)   | C     | Patrick Bärje         |

| N. |                     | Ruolo | Calciatore             |
| -- | ------------------- | ----- | ---------------------- |
| 16 | Germania (bandiera) | D     | Nils Butzen            |
| 17 | Germania (bandiera) | C     | Marius Sowislo         |
| 18 | Germania (bandiera) | A     | Florian Beil           |
| 19 | Germania (bandiera) | D     | Stephan Neumann        |
| 20 | Germania (bandiera) | C     | Fabian Burdenski       |
| 21 | Germania (bandiera) | A     | Christian Beck         |
| 22 | Germania (bandiera) | D     | Philipp Blume          |
| 23 | Germania (bandiera) | D     | Tobias Friebertshäuser |
| 27 | Germania (bandiera) | C     | Marco Kurth            |
| 28 | Germania (bandiera) | C     | Fabio Viteritti        |
| 29 | Germania (bandiera) | C     | Necip Eren             |
| 30 | Germania (bandiera) | P     | Danilo Dersewski       |
|    | Germania (bandiera) | C     | Dario Cendamo          |

## Organigramma societario
Area tecnica
- Allenatore: Andreas Petersen
- Allenatore in seconda: Ronny Thielemann
- Preparatore dei portieri:
- Preparatori atletici:
- Analisi video:

## Calciomercato

### Sessione estiva
| Acquisti | Acquisti             | Acquisti             | Acquisti |
| R.       | Nome                 | da                   | Modalità |
| -------- | -------------------- | -------------------- | -------- |
| D        | Felix Schiller       | RW Oberhausen        |          |
| A        | Florian Beil         | Hannover 96 II       |          |
| C        | Benjamin Boltze      | Hallescher           |          |
| P        | Danilo Dersewski     | Heidenauer SV        |          |
| C        | Michél Harrer        | FC Sylt              |          |
| C        | Ali Moslehe          | Havelse              |          |
| D        | Kevin Nennhuber      | Cloppenburg          |          |
| C        | Patrick Podrygala    | Germania Halberstadt |          |
| D        | Christopher Reinhard | TGM SV Jügesheim     |          |
| C        | Marius Sowislo       | Siegen               |          |

| Cessioni | Cessioni                | Cessioni           | Cessioni |
| R.       | Nome                    | a                  | Modalità |
| -------- | ----------------------- | ------------------ | -------- |
| D        | Julian Austermann       | Viktoria Berlino   |          |
| C        | Tobias Becker           | Hessen Kassel      |          |
| D        | Daniel Halke            | Oldenburg          |          |
| C        | Patrick Henkel          | Pommern Greifswald |          |
| A        | Velimir Jovanović       | Energie Cottbus II |          |
| A        | Christopher Kalkutschke | Magdeburgo II      |          |
| D        | Christof Köhne          | BFC Dynamo         |          |
| A        | Denis Wolf              | Global FC          |          |

### Sessione invernale
| Acquisti | Acquisti              | Acquisti             | Acquisti |
| R.       | Nome                  | da                   | Modalità |
| -------- | --------------------- | -------------------- | -------- |
| C        | Telmo Teixeira-Rebelo | Hallescher           |          |
| A        | Christian Beck        | Germania Halberstadt |          |

| Cessioni | Cessioni          | Cessioni   | Cessioni |
| R.       | Nome              | a          | Modalità |
| -------- | ----------------- | ---------- | -------- |
| C        | Patrick Podrygala | BFC Dynamo |          |
| C        | Tobias Scharlau   | BFC Dynamo |          |

## Risultati

### Regionalliga

#### Girone di andata
| Arbitro: | Hösel |

|               |           |  |
| Koschwitz 23’ | Marcatori |  |

| Jena 24 agosto 2012, ore 19:00 CEST 2ª giornata | Carl Zeiss Jena | 0 – 0 referto | Magdeburgo | Ernst-Abbe-Sportfeld (6 040 spett.)\| Arbitro: \| Albert \| |
| Arbitro:                                        | Albert          |               |            |                                                             |

| Arbitro: | Klemm |

|                                                       |           |  |
| Beil 8’ (rig.), 63’ (rig.) Friebertshäuser 59’ (rig.) | Marcatori |  |

| Arbitro: | Albert |

|                |           |                     |
| Malinowski 30’ | Marcatori | 19’ Friebertshäuser |

| Arbitro: | Wilske |

|              |           |  |
| Reinhard 83’ | Marcatori |  |

| Arbitro: | Lämmchen |

|  |           |                             |
|  | Marcatori | 15’, 35’ Viteritti 69’ Beil |

| Arbitro: | Rosenkranz |

|  |           |                          |
|  | Marcatori | 17’ Kachunga 80’ Stephan |

| Arbitro: | Prager |

|                        |           |                      |
| Kahlert 65’ Kurtaj 87’ | Marcatori | 25’ (rig.), 77’ Beil |

| Arbitro: | Sather |

|                         |           |  |
| Krieger 20’ Moslehe 90’ | Marcatori |  |

| Arbitro: | Kleinschmidt |

|                                                 |           |  |
| Grandner 45’ Spahiu 81’ Theodosiadis 90’ (rig.) | Marcatori |  |

| Arbitro: | Siebert |

|                     |           |                                            |
| Friebertshäuser 52’ | Marcatori | 26’ Rockenbach 50’ Schulz 90’, 90’ Röttger |

| Arbitro: | Burda |

|  |           |                               |
|  | Marcatori | 34’, 60’ Schiller 85’ Krieger |

| Arbitro: | Ostrin |

|                                 |           |                       |
| Schiller 8’ Friebertshäuser 27’ | Marcatori | 67’ Geurts 76’ Ludwig |

| Arbitro: | Lämmchen |

|  |           |                    |
|  | Marcatori | 48’, 51’ Krontiris |

| Arbitro: | Lossius |

|                       |           |  |
| Trehkopf 40’ Röhr 81’ | Marcatori |  |

#### Girone di ritorno
| Arbitro: | Burda |

|  |           |                                 |
|  | Marcatori | 62’ Friebertshäuser 89’ Sowislo |

| Arbitro: | Schibull |

|                            |           |            |
| Viteritti 27’ Reinhard 51’ | Marcatori | 19’ Andris |

| Arbitro: | Illing |

|                 |           |  |
| Albert 35’, 45’ | Marcatori |  |

| Arbitro: | Sather |

|             |           |             |
| Sowislo 70’ | Marcatori | 6’ Kruschke |

| Arbitro: | Stolz |

|                                        |           |                                    |
| Zimmermann 55’, 62’ Schmidt 87’ (rig.) | Marcatori | 21’ Beck 30’ Sowislo 84’ Nennhuber |

| Arbitro: | Bärmann |

|          |           |                          |
| Beck 28’ | Marcatori | 38’ Djan-Okai 45’ Razeek |

| Arbitro: | Bartsch |

|                                           |           |                       |
| Saberdest 6’ (rig.) Andrich 22’ Knoll 78’ | Marcatori | 50’ Reinhard 83’ Beck |

| Arbitro: | Sather |

|               |           |                    |
| Beck 65’, 68’ | Marcatori | 45’ Pütt 52’ Diouf |

| Arbitro: | Lämmchen |

|           |           |                        |
| Keyser 8’ | Marcatori | 48’ Beck 73’ Nennhuber |

| Arbitro: | Giese |

|                            |           |                   |
| Reinhard 41’ Beck 51’, 64’ | Marcatori | 21’, 45’ Grandner |

| Arbitro: | Kleinschmidt |

|                                  |           |  |
| Kutschke 17’, 24’, 48’ Frahn 90’ | Marcatori |  |

| Arbitro: | Becker |

|          |           |  |
| Beil 79’ | Marcatori |  |

| Arbitro: | Kleinschmidt |

|  |           |                                 |
|  | Marcatori | 20’ Sowislo 29’ Teixeira-Rebelo |

| Arbitro: | Albert |

|                         |           |                      |
| Scheidler 48’ Nagel 64’ | Marcatori | 65’, 90’ (rig.) Beil |

| Magdeburgo 25 maggio 2013, ore 13:30 CEST 30ª giornata | Magdeburgo | 0 – 0 referto | Zwickau | MDCC-Arena (4 287 spett.)\| Arbitro: \| Wessel \| |
| Arbitro:                                               | Wessel     |               |         |                                                   |

## Statistiche

### Statistiche di squadra
| Competizione         | Punti | In casa | In casa | In casa | In casa | In casa | In casa | In trasferta | In trasferta | In trasferta | In trasferta | In trasferta | In trasferta | Totale | Totale | Totale | Totale | Totale | Totale | DR |
| Competizione         | Punti | G       | V       | N       | P       | Gf      | Gs      | G            | V            | N            | P            | Gf           | Gs           | G      | V      | N      | P      | Gf     | Gs     | DR |
| -------------------- | ----- | ------- | ------- | ------- | ------- | ------- | ------- | ------------ | ------------ | ------------ | ------------ | ------------ | ------------ | ------ | ------ | ------ | ------ | ------ | ------ | -- |
| Regionalliga nordest | 45    | 15      | 7       | 4       | 4       | 20      | 18      | 15           | 5            | 5            | 5            | 22           | 23           | 30     | 12     | 9      | 9      | 42     | 41     | +1 |
| Totale               | 45    | 15      | 7       | 4       | 4       | 20      | 18      | 15           | 5            | 5            | 5            | 22           | 23           | 30     | 12     | 9      | 9      | 42     | 41     | +1 |

### Andamento in campionato
| Giornata  | 1 | 2 | 3 | 4 | 5 | 6 | 7 | 8 | 9 | 10 | 11 | 12 | 13 | 14 | 15 | 16 | 17 | 18 | 19 | 20 | 21 | 22 | 23 | 24 | 25 | 26 | 27 | 28 | 29 | 30 |
| --------- | - | - | - | - | - | - | - | - | - | -- | -- | -- | -- | -- | -- | -- | -- | -- | -- | -- | -- | -- | -- | -- | -- | -- | -- | -- | -- | -- |
| Luogo     | C | T | C | T | C | T | C | T | C | T  | C  | T  | C  | C  | T  | T  | C  | T  | C  | T  | C  | T  | C  | T  | C  | T  | C  | T  | T  | C  |
| Risultato | V | N | V | N | V | V | P | N | V | P  | P  | V  | N  | P  | P  | V  | V  | P  | N  | N  | P  | P  | N  | V  | V  | P  | V  | V  | N  | N  |
| Posizione | 3 | 4 | 1 | 3 | 2 | 2 | 2 | 2 | 3 | 4  | 4  | 4  | 4  | 5  | 7  | 5  | 4  | 7  | 7  | 5  | 7  | 9  | 9  | 7  | 7  | 7  | 5  | 5  | 5  | 6  |

Legenda:

Luogo: C = Casa; T = Trasferta. Risultato: V = Vittoria; N = Pareggio; P = Sconfitta.

### Statistiche dei giocatori
| C. Beck            | 16 | 8 | 2  | 0 |
| F. Beil            | 29 | 8 | 3  | 0 |
| P. Blume           | 12 | 0 | 0  | 0 |
| B. Boltze          | 22 | 0 | 5  | 0 |
| F. Burdenski       | 26 | 0 | 5  | 0 |
| N. Butzen          | 21 | 0 | 3  | 0 |
| P. Bärje           | 9  | 0 | 2  | 0 |
| D. Cendamo         | 0  | 0 | 0  | 0 |
| D. Dersewski       | 2  | 0 | 0  | 0 |
| N. Eren            | 1  | 0 | 0  | 0 |
| T. Friebertshäuser | 26 | 5 | 10 | 0 |
| P. Hackenberg      | 13 | 0 | 1  | 0 |
| M. Harrer          | 13 | 0 | 0  | 0 |
| M. Koschwitz       | 3  | 1 | 0  | 0 |
| D. Krieger         | 27 | 2 | 3  | 0 |
| M. Kurth           | 22 | 0 | 8  | 0 |
| F. Lenk            | 14 | 0 | 5  | 0 |
| A. Moslehe         | 12 | 1 | 0  | 0 |
| K. Nennhuber       | 13 | 2 | 5  | 0 |
| S. Neumann         | 11 | 0 | 3  | 0 |
| C. Reinhard        | 25 | 4 | 6  | 1 |
| F. Schiller        | 8  | 3 | 2  | 0 |
| M. Sowislo         | 25 | 4 | 2  | 0 |
| T. Teixeira-Rebelo | 11 | 1 | 1  | 0 |
| M. Tischer         | 28 | 0 | 0  | 0 |
| F. Viteritti       | 27 | 3 | 5  | 0 |